# Dynein

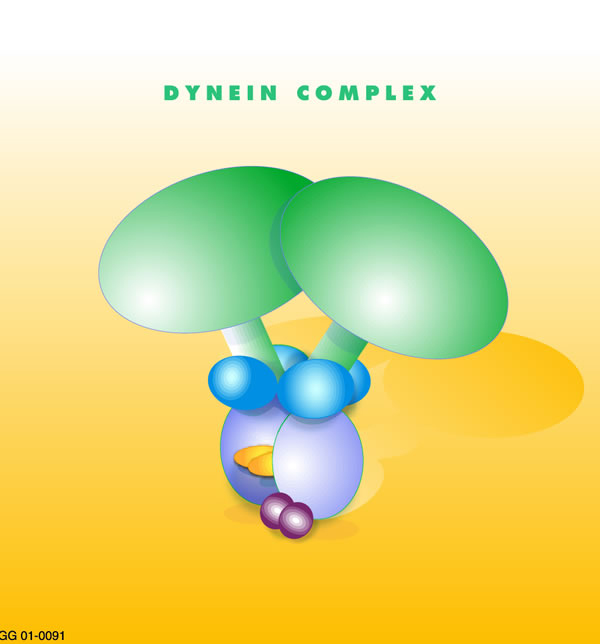

Dynein är ett motorprotein som svarar för transport av organeller och kromosomer i eukaryota celler. Det har även en funktion när cellerna rör på sina cilier och flageller.
Dyneinmolekylerna sitter placerade på det nätverk av mikrotubulitrådar som strålar ut i cellens cytoplasma från en punkt nära cellkärnan. Dyneinet kan binda vid organeller och flytta dessa längs nätverket. Det binder också vid kromosomerna inför celldelningen och flyttar dessa så att varje dottercell får en full uppsättning kromosomer.
Även cellens cilier och flageller består av parallellt liggande mikrotubulitrådar med vidhäftande dyneinproteiner. Trådarna förskjuts i förhållande till varandra genom att de små "dyneinfötterna" på en tråd "klättrar" på en annan tråd likt en tusenfoting. Mekanismen gör att hela cilien eller flagellen böjs och rör på sig.
Dynein behöver energi för att fungera. Energin fås genom sönderdelning av ATP till ADP och fosfat.